# Meninge

Straturile meningelui (sunt reprezentate și osul și epiderma)

Meningele este învelișul encefalului și a măduvei spinării format din trei membrane conjunctive:
- dura mater constituită din țesut conjunctiv dens, slab vascularizat; aderă la formațiunile osoase ce protejează organele nervoase (craniu și coloană vertebrală);
- arahnoida este un țesut conjunctiv, avascularizat, aderent la duramater. Între ea și pia mater există lichid cefalorahidian (LCR);
- pia mater este un țesut conjunctiv care are in continut vase arteriale, aderă la organele nervoase. Are vascularizație nutritivă.

Lichidul cefalorahidian (LCR) are rol de hrănire, de protecție a țesutului nervos împotriva traumatismelor și de transport al unor hormoni. El constituie o barieră în calea pătrunderii în țesutul nervos a unor substanțe dăunătoare din sângele circulant.